# 컨트리 하우스

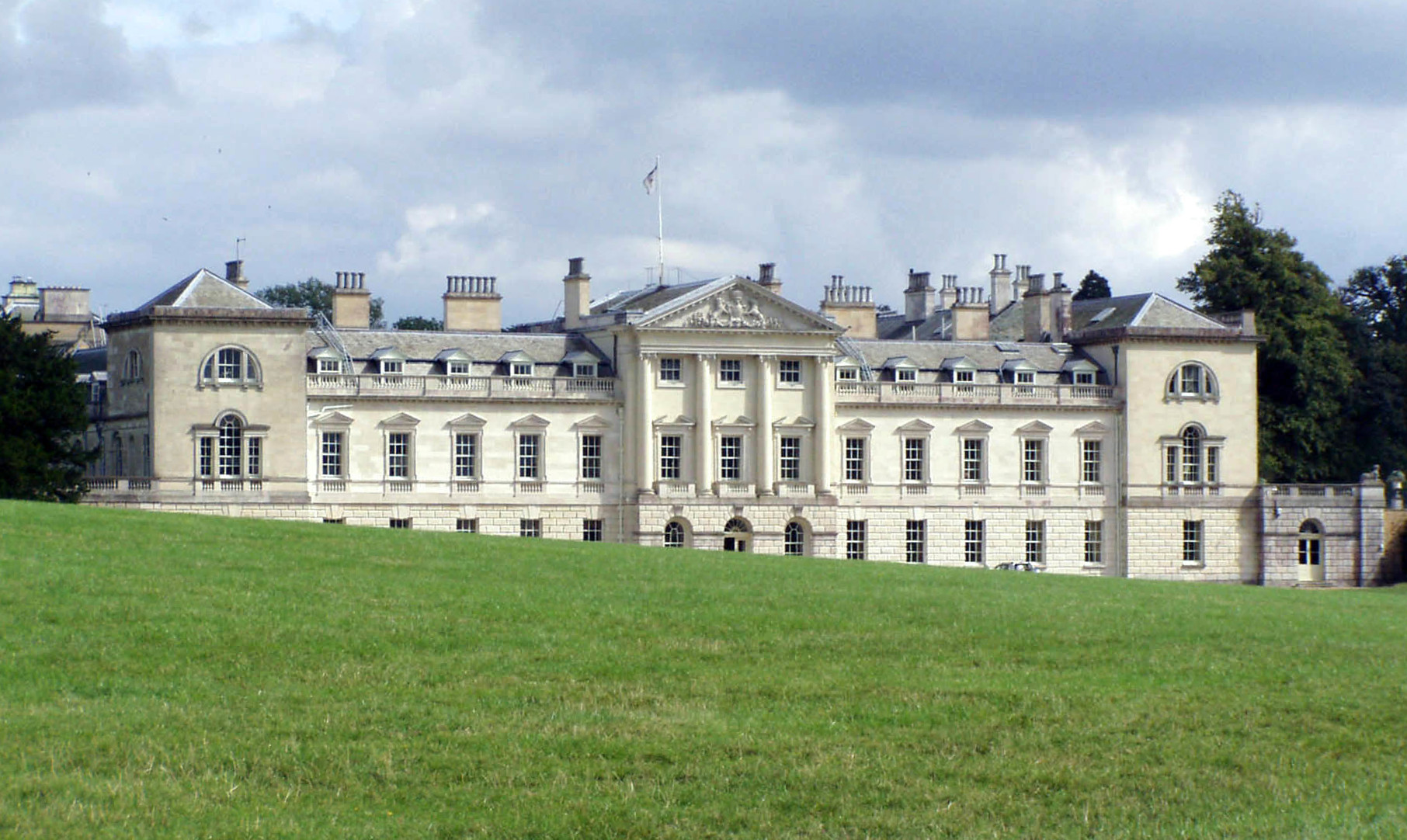
워번 애비

컨트리 하우스(country house)는 브리튼섬의 농촌 귀족 및 젠트리의 거주지로 건설된 저택을 말한다. 대부분의 컨트리 하우스는 16세기부터 1914년까지 건설되었으며 두 차례의 세계 대전 이후에 남아있는 저택 가운데 현재 1,500 ~ 2,000채가 공개되어 있다. 컨트리 시트(country seat)라고 불리기도 한다.

## 같이 보기
- 잉글랜드 풍경식 정원
- 매너하우스
- 맨션
- 고대 로마의 빌라